# Collegio elettorale di Milano IV (Senato della Repubblica)
Il collegio di Milano IV fu un collegio elettorale uninominale della Repubblica Italiana appartenente alla Circoscrizione Lombardia; fu utilizzato per eleggere un senatore della Repubblica dalla I alla XI legislatura.

## Storia
Il collegio venne creato nel 1948 secondo la legge n. 29 del 6 febbraio 1948 la quale, pur basandosi sull'impianto proporzionale in vigore per la Camera, rispetto a quest'ultima conteneva alcuni piccoli correttivi in senso maggioritario. Tale legge ebbe il suo definitivo perfezionamento col Testo Unico n. 361 del 1957. Differentemente dalla Camera, la legge elettorale del Senato si articolava su base regionale, seguendo il dettato costituzionale (art.57). Ogni Regione era suddivisa in tanti collegi uninominali quanti erano i seggi ad essa assegnati. All'interno di ciascun collegio, veniva eletto il candidato che avesse raggiunto il quorum del 65% delle preferenze: tale soglia, oggettivamente di difficilissimo conseguimento, tradiva l'impianto proporzionale su cui era concepito anche il sistema elettorale della Camera Alta. Qualora, come normalmente avveniva, nessun candidato avesse conseguito l'elezione, i voti di tutti i candidati venivano raggruppati in liste di partito a livello regionale, dove i seggi venivano allocati utilizzando il metodo D'Hondt delle maggiori medie statistiche e quindi, all'interno di ciascuna lista, venivano dichiarati eletti i candidati con le migliori percentuali di preferenza.
Il collegio di Milano IV venne abrogato nel 1993, con la cosiddetta Legge Mattarella (Legge n. 276, Norme per l'elezione del Senato della Repubblica), attuata in seguito al referendum abrogativo del 1993. Con la legge Mattarella venne istituito per la Camera dei deputati e per il Senato della Repubblica un sistema di elezione misto, in parte maggioritario e in parte proporzionale. Il 75% dei parlamentari dell'assemblea veniva eletto in collegi uninominali tramite sistema maggioritario a turno unico; il restante 25% al Senato veniva eletto tramite recupero proporzionale dei più votati non eletti attraverso un meccanismo di calcolo denominato "scorporo", cioè sottraendo dal conteggio dei voti totali di una lista nella parte proporzionale i voti ottenuti dai candidati collegati alla medesima lista che erano eletti nei collegi uninominali con il sistema maggioritario.

### Territorio
Il collegio di Milano IV era uno dei 31 collegi uninominali in cui era suddivisa la Lombardia; comprendeva parte del comune di Milano.

## Dati elettorali

### I legislatura
|                                                                                | Gaetano Carcano           | Democrazia Cristiana                             | 60 435  | 48,69 |  |  |  |  |  |
|                                                                                | Giuseppe Roda             | Fronte Democratico Popolare                      | 38 799  | 31,26 |  |  |  |  |  |
|                                                                                | Giulio Bergmann ✔️ Eletto | Unità Socialista - Partito Repubblicano Italiano | 24 878  | 20,04 |  |  |  |  |  |
| Totale                                                                         | Totale                    | Totale                                           | 124 112 | 100   |  |  |  |  |  |
|                                                                                |                           |                                                  |         |       |  |  |  |  |  |
| Voti non validi                                                                | Voti non validi           | Voti non validi                                  | 3 664   | 2,87  |  |  |  |  |  |
| Votanti                                                                        | Votanti                   | Votanti                                          | 127 776 | 89,45 |  |  |  |  |  |
| Elettori                                                                       | Elettori                  | Elettori                                         | 142 853 |       |  |  |  |  |  |
|                                                                                |                           |                                                  |         |       |  |  |  |  |  |
| Nota: quorum del 65% non raggiunto; ripartizione dei seggi a livello regionale |                           |                                                  |         |       |  |  |  |  |  |
| Data: 18 aprile 1948                                                           |                           |                                                  |         |       |  |  |  |  |  |
| Fonte: Ministero dell'interno                                                  |                           |                                                  |         |       |  |  |  |  |  |

### II legislatura
|                                                                                | Gaetano Carcano           | Democrazia Cristiana                    | 47 381  | 35,68 |  |  |  |  |  |
|                                                                                | Giovanni Brambilla        | Partito Comunista Italiano              | 22 843  | 17,20 |  |  |  |  |  |
|                                                                                | Eugenio Romey             | Partito Socialista Italiano             | 20 339  | 15,32 |  |  |  |  |  |
|                                                                                | Emilio Canevari ✔️ Eletto | Partito Socialista Democratico Italiano | 13 098  | 9,86  |  |  |  |  |  |
|                                                                                | Giovanni Albertini        | Partito Nazionale Monarchico            | 8 561   | 6,45  |  |  |  |  |  |
|                                                                                | Gastone Nencioni          | Movimento Sociale Italiano              | 8 197   | 6,17  |  |  |  |  |  |
|                                                                                | Giorgio Bergamasco        | Partito Liberale Italiano               | 5 595   | 4,21  |  |  |  |  |  |
|                                                                                | Antonio Greppi            | Unità Popolare                          | 4 306   | 3,24  |  |  |  |  |  |
|                                                                                | Bernardino Roberto        | Partito Repubblicano Italiano           | 1 883   | 1,42  |  |  |  |  |  |
|                                                                                | Aldo Valabrega            | Alleanza Democratica Nazionale          | 588     | 0,44  |  |  |  |  |  |
| Totale                                                                         | Totale                    | Totale                                  | 132 791 | 100   |  |  |  |  |  |
|                                                                                |                           |                                         |         |       |  |  |  |  |  |
| Voti non validi                                                                | Voti non validi           | Voti non validi                         | 4 047   | 2,96  |  |  |  |  |  |
| Votanti                                                                        | Votanti                   | Votanti                                 | 136 838 | 93,82 |  |  |  |  |  |
| Elettori                                                                       | Elettori                  | Elettori                                | 145 849 |       |  |  |  |  |  |
|                                                                                |                           |                                         |         |       |  |  |  |  |  |
| Nota: quorum del 65% non raggiunto; ripartizione dei seggi a livello regionale |                           |                                         |         |       |  |  |  |  |  |
| Data: 7 giugno 1953                                                            |                           |                                         |         |       |  |  |  |  |  |
| Fonte: Ministero dell'interno                                                  |                           |                                         |         |       |  |  |  |  |  |

### III legislatura
|                                                                                | Adele Cappelli Vegni            | Democrazia Cristiana                    | 43 335  | 30,83 |  |  |  |  |  |
|                                                                                | Giorgio Marzola                 | Partito Socialista Italiano             | 24 177  | 17,20 |  |  |  |  |  |
|                                                                                | Mario Silvani                   | Partito Comunista Italiano              | 22 638  | 16,11 |  |  |  |  |  |
|                                                                                | Mario Scopinich                 | Partito Liberale Italiano               | 15 957  | 11,35 |  |  |  |  |  |
|                                                                                | Edgardo Lami Starnuti ✔️ Eletto | Partito Socialista Democratico Italiano | 13 860  | 9,86  |  |  |  |  |  |
|                                                                                | Vincenzo Battigalli             | Movimento Sociale Italiano              | 8 564   | 6,09  |  |  |  |  |  |
|                                                                                | Aldo Maroi                      | Partito Nazionale Monarchico            | 4 812   | 3,42  |  |  |  |  |  |
|                                                                                | Luigi Beretta                   | Partito Monarchico Popolare             | 3 865   | 2,75  |  |  |  |  |  |
|                                                                                | Vermondo Brugnatelli            | PRI - PR                                | 2 690   | 1,91  |  |  |  |  |  |
|                                                                                | Achille Magni                   | Movimento Comunità                      | 665     | 0,47  |  |  |  |  |  |
| Totale                                                                         | Totale                          | Totale                                  | 140 563 | 100   |  |  |  |  |  |
|                                                                                |                                 |                                         |         |       |  |  |  |  |  |
| Voti non validi                                                                | Voti non validi                 | Voti non validi                         | 4 255   | 2,94  |  |  |  |  |  |
| Votanti                                                                        | Votanti                         | Votanti                                 | 144 818 | 94,53 |  |  |  |  |  |
| Elettori                                                                       | Elettori                        | Elettori                                | 153 192 |       |  |  |  |  |  |
|                                                                                |                                 |                                         |         |       |  |  |  |  |  |
| Nota: quorum del 65% non raggiunto; ripartizione dei seggi a livello regionale |                                 |                                         |         |       |  |  |  |  |  |
| Data: 25 maggio 1958                                                           |                                 |                                         |         |       |  |  |  |  |  |
| Fonte: Ministero dell'interno                                                  |                                 |                                         |         |       |  |  |  |  |  |

### IV legislatura
|                                                                                | Vincenzo Palumbo ✔️ Eletto      | Partito Liberale Italiano               | 38 236  | 25,14 |  |  |  |  |  |
|                                                                                | G. Sala                         | Democrazia Cristiana                    | 34 931  | 22,96 |  |  |  |  |  |
|                                                                                | Gisella Floreanini              | Partito Comunista Italiano              | 25 956  | 17,06 |  |  |  |  |  |
|                                                                                | M. Abbiate                      | Partito Socialista Italiano             | 24 991  | 16,43 |  |  |  |  |  |
|                                                                                | Edgardo Lami Starnuti ✔️ Eletto | Partito Socialista Democratico Italiano | 14 929  | 9,81  |  |  |  |  |  |
|                                                                                | Gastone Nencioni                | Movimento Sociale Italiano              | 11 481  | 7,55  |  |  |  |  |  |
|                                                                                | A. Gadola                       | Partito Repubblicano Italiano           | 1 583   | 1,04  |  |  |  |  |  |
| Totale                                                                         | Totale                          | Totale                                  | 152 107 | 100   |  |  |  |  |  |
|                                                                                |                                 |                                         |         |       |  |  |  |  |  |
| Voti non validi                                                                | Voti non validi                 | Voti non validi                         | 5 752   | 3,64  |  |  |  |  |  |
| Votanti                                                                        | Votanti                         | Votanti                                 | 157 859 | 95,05 |  |  |  |  |  |
| Elettori                                                                       | Elettori                        | Elettori                                | 166 085 |       |  |  |  |  |  |
|                                                                                |                                 |                                         |         |       |  |  |  |  |  |
| Nota: quorum del 65% non raggiunto; ripartizione dei seggi a livello regionale |                                 |                                         |         |       |  |  |  |  |  |
| Data: 28 aprile 1963                                                           |                                 |                                         |         |       |  |  |  |  |  |
| Fonte: Ministero dell'interno                                                  |                                 |                                         |         |       |  |  |  |  |  |

### V legislatura
|                                                                                | L. Ferrari                  | Democrazia Cristiana          | 41 360  | 29,73 |  |  |  |  |  |
|                                                                                | Vincenzo Palumbo ✔️ Eletto  | Partito Liberale Italiano     | 29 212  | 21,00 |  |  |  |  |  |
|                                                                                | L. Carpinelli               | PCI - PSIUP                   | 27 994  | 20,12 |  |  |  |  |  |
|                                                                                | Alessandro Morino ✔️ Eletto | PSI-PSDI Unificati            | 27 093  | 19,47 |  |  |  |  |  |
|                                                                                | Gastone Nencioni            | Movimento Sociale Italiano    | 9 100   | 6,54  |  |  |  |  |  |
|                                                                                | Pietro Bucalossi            | Partito Repubblicano Italiano | 4 361   | 3,13  |  |  |  |  |  |
| Totale                                                                         | Totale                      | Totale                        | 139 120 | 100   |  |  |  |  |  |
|                                                                                |                             |                               |         |       |  |  |  |  |  |
| Voti non validi                                                                | Voti non validi             | Voti non validi               | 5 821   | 4,02  |  |  |  |  |  |
| Votanti                                                                        | Votanti                     | Votanti                       | 144 941 | 94,67 |  |  |  |  |  |
| Elettori                                                                       | Elettori                    | Elettori                      | 153 108 |       |  |  |  |  |  |
|                                                                                |                             |                               |         |       |  |  |  |  |  |
| Nota: quorum del 65% non raggiunto; ripartizione dei seggi a livello regionale |                             |                               |         |       |  |  |  |  |  |
| Data: 19 maggio 1968                                                           |                             |                               |         |       |  |  |  |  |  |
| Fonte: Ministero dell'interno                                                  |                             |                               |         |       |  |  |  |  |  |

### VI legislatura
|                                                                                | L. Noe              | Democrazia Cristiana                    | 40 413  | 29,44 |  |  |  |  |  |
|                                                                                | Walter Alini        | PCI - PSIUP                             | 25 825  | 18,81 |  |  |  |  |  |
|                                                                                | Francantonio Biaggi | Partito Liberale Italiano               | 18 258  | 13,30 |  |  |  |  |  |
|                                                                                | Gastone Nencioni    | Movimento Sociale Italiano              | 17 207  | 12,53 |  |  |  |  |  |
|                                                                                | F. Catalano         | Partito Socialista Italiano             | 14 013  | 10,21 |  |  |  |  |  |
|                                                                                | Giovanni Spadolini  | Partito Repubblicano Italiano           | 12 404  | 9,03  |  |  |  |  |  |
|                                                                                | Egidio Ariosto      | Partito Socialista Democratico Italiano | 8 038   | 5,85  |  |  |  |  |  |
|                                                                                | A. De Faveri        | Partito Comunista (Marxista-Leninista)  | 1 133   | 0,83  |  |  |  |  |  |
| Totale                                                                         | Totale              | Totale                                  | 137 291 | 100   |  |  |  |  |  |
|                                                                                |                     |                                         |         |       |  |  |  |  |  |
| Voti non validi                                                                | Voti non validi     | Voti non validi                         | 4 099   | 2,90  |  |  |  |  |  |
| Votanti                                                                        | Votanti             | Votanti                                 | 141 390 | 95,07 |  |  |  |  |  |
| Elettori                                                                       | Elettori            | Elettori                                | 148 719 |       |  |  |  |  |  |
|                                                                                |                     |                                         |         |       |  |  |  |  |  |
| Nota: quorum del 65% non raggiunto; ripartizione dei seggi a livello regionale |                     |                                         |         |       |  |  |  |  |  |
| Data: 7 maggio 1972                                                            |                     |                                         |         |       |  |  |  |  |  |
| Fonte: Ministero dell'interno                                                  |                     |                                         |         |       |  |  |  |  |  |

### VII legislatura
|                                                                                | Urbano Aletti ✔️ Eletto      | Democrazia Cristiana                    | 49 017  | 36,54 |  |  |  |  |  |
|                                                                                | Giacomina Vinchi             | Partito Comunista Italiano              | 33 264  | 24,79 |  |  |  |  |  |
|                                                                                | Emanuele Tortoreto           | Partito Socialista Italiano             | 12 957  | 9,66  |  |  |  |  |  |
|                                                                                | Giovanni Spadolini ✔️ Eletto | Partito Repubblicano Italiano           | 12 423  | 9,26  |  |  |  |  |  |
|                                                                                | Gastone Nencioni             | Movimento Sociale Italiano              | 10 202  | 7,60  |  |  |  |  |  |
|                                                                                | Guido Capelli                | Partito Liberale Italiano               | 6 540   | 4,87  |  |  |  |  |  |
|                                                                                | Salvatore Di Mattei          | Partito Socialista Democratico Italiano | 4 540   | 3,38  |  |  |  |  |  |
|                                                                                | Adele Faccio                 | Partito Radicale                        | 2 637   | 1,97  |  |  |  |  |  |
|                                                                                | Vito Basilico                | Democrazia Proletaria                   | 2 578   | 1,92  |  |  |  |  |  |
| Totale                                                                         | Totale                       | Totale                                  | 134 158 | 100   |  |  |  |  |  |
|                                                                                |                              |                                         |         |       |  |  |  |  |  |
| Voti non validi                                                                | Voti non validi              | Voti non validi                         | 2 759   | 2,02  |  |  |  |  |  |
| Votanti                                                                        | Votanti                      | Votanti                                 | 136 917 | 94,03 |  |  |  |  |  |
| Elettori                                                                       | Elettori                     | Elettori                                | 145 614 |       |  |  |  |  |  |
|                                                                                |                              |                                         |         |       |  |  |  |  |  |
| Nota: quorum del 65% non raggiunto; ripartizione dei seggi a livello regionale |                              |                                         |         |       |  |  |  |  |  |
| Data: 20 giugno 1976                                                           |                              |                                         |         |       |  |  |  |  |  |
| Fonte: Ministero dell'interno                                                  |                              |                                         |         |       |  |  |  |  |  |

### VIII legislatura
|                                                                                | G. Aletti                    | Democrazia Cristiana                         | 42 417  | 33,24 |  |  |  |  |  |
|                                                                                | Mario Venanzi                | Partito Comunista Italiano                   | 29 139  | 22,83 |  |  |  |  |  |
|                                                                                | L. Minguzzi                  | Partito Socialista Italiano                  | 13 064  | 10,24 |  |  |  |  |  |
|                                                                                | Antonio Baslini              | Partito Liberale Italiano                    | 10 431  | 8,17  |  |  |  |  |  |
|                                                                                | Giovanni Spadolini ✔️ Eletto | Partito Repubblicano Italiano                | 10 134  | 7,94  |  |  |  |  |  |
|                                                                                | Giuseppe Resta               | Movimento Sociale Italiano                   | 7 953   | 6,23  |  |  |  |  |  |
|                                                                                | Gianfranco Spadaccia         | Partito Radicale                             | 7 586   | 5,94  |  |  |  |  |  |
|                                                                                | L. S. Santi                  | Partito Socialista Democratico Italiano      | 4 676   | 3,66  |  |  |  |  |  |
|                                                                                | Franco Calamida              | Nuova Sinistra Unita                         | 1 539   | 1,21  |  |  |  |  |  |
|                                                                                | O. Valdonio                  | Costituente di Destra - Democrazia Nazionale | 674     | 0,53  |  |  |  |  |  |
| Totale                                                                         | Totale                       | Totale                                       | 127 613 | 100   |  |  |  |  |  |
|                                                                                |                              |                                              |         |       |  |  |  |  |  |
| Voti non validi                                                                | Voti non validi              | Voti non validi                              | 4 891   | 3,69  |  |  |  |  |  |
| Votanti                                                                        | Votanti                      | Votanti                                      | 132 504 | 92,67 |  |  |  |  |  |
| Elettori                                                                       | Elettori                     | Elettori                                     | 142 980 |       |  |  |  |  |  |
|                                                                                |                              |                                              |         |       |  |  |  |  |  |
| Nota: quorum del 65% non raggiunto; ripartizione dei seggi a livello regionale |                              |                                              |         |       |  |  |  |  |  |
| Data: 3 giugno 1979                                                            |                              |                                              |         |       |  |  |  |  |  |
| Fonte: Ministero dell'interno                                                  |                              |                                              |         |       |  |  |  |  |  |

### IX legislatura
|                                                                                | Roberto Romei ✔️ Eletto           | Democrazia Cristiana                    | 26 769  | 23,45 |  |  |  |  |  |
|                                                                                | Luigi Veronesi                    | Partito Comunista Italiano              | 24 461  | 21,43 |  |  |  |  |  |
|                                                                                | Giovanni Spadolini                | Partito Repubblicano Italiano           | 21 637  | 18,95 |  |  |  |  |  |
|                                                                                | Bettino Craxi                     | Partito Socialista Italiano             | 10 181  | 8,92  |  |  |  |  |  |
|                                                                                | Antonio Baslini                   | Partito Liberale Italiano               | 9 545   | 8,36  |  |  |  |  |  |
|                                                                                | Giuseppe Resta                    | Movimento Sociale Italiano              | 9 454   | 8,28  |  |  |  |  |  |
|                                                                                | Pierfranco Italo Maria Giuncaioli | Partito Socialista Democratico Italiano | 3 421   | 3,00  |  |  |  |  |  |
|                                                                                | Massimo Teodori                   | Partito Radicale                        | 3 208   | 2,81  |  |  |  |  |  |
|                                                                                | Guido Pollice                     | Democrazia Proletaria                   | 2 632   | 2,31  |  |  |  |  |  |
|                                                                                | Vito Cantalupo                    | Partito Nazionale Pensionati            | 2 610   | 2,29  |  |  |  |  |  |
|                                                                                | Quintilio Candela                 | Lista per Trieste                       | 125     | 0,11  |  |  |  |  |  |
|                                                                                | Mario Savoldi                     | Partito Cristiano Azione Sociale        | 108     | 0,09  |  |  |  |  |  |
| Totale                                                                         | Totale                            | Totale                                  | 114 151 | 100   |  |  |  |  |  |
|                                                                                |                                   |                                         |         |       |  |  |  |  |  |
| Voti non validi                                                                | Voti non validi                   | Voti non validi                         | 6 478   | 5,37  |  |  |  |  |  |
| Votanti                                                                        | Votanti                           | Votanti                                 | 120 629 | 87,64 |  |  |  |  |  |
| Elettori                                                                       | Elettori                          | Elettori                                | 137 648 |       |  |  |  |  |  |
|                                                                                |                                   |                                         |         |       |  |  |  |  |  |
| Nota: quorum del 65% non raggiunto; ripartizione dei seggi a livello regionale |                                   |                                         |         |       |  |  |  |  |  |
| Data: 26 giugno 1983                                                           |                                   |                                         |         |       |  |  |  |  |  |
| Fonte: Ministero dell'interno                                                  |                                   |                                         |         |       |  |  |  |  |  |

### X legislatura
|                                                                                | Roberto Romei             | Democrazia Cristiana                    | 30 634  | 27,56 |  |  |  |  |  |
|                                                                                | Antonio Giolitti          | Partito Comunista Italiano              | 20 460  | 18,41 |  |  |  |  |  |
|                                                                                | Giulio Polotti            | Partito Socialista Italiano             | 16 785  | 15,10 |  |  |  |  |  |
|                                                                                | Giovanni Spadolini        | Partito Repubblicano Italiano           | 13 527  | 12,17 |  |  |  |  |  |
|                                                                                | Alfredo Mantica ✔️ Eletto | Movimento Sociale Italiano              | 8 282   | 7,45  |  |  |  |  |  |
|                                                                                | R. S. Savasta             | Partito Liberale Italiano               | 6 116   | 5,50  |  |  |  |  |  |
|                                                                                | Gianluigi Melega          | Partito Radicale                        | 4 116   | 3,70  |  |  |  |  |  |
|                                                                                | A. Ciccioni               | Lista Verde                             | 3 829   | 3,44  |  |  |  |  |  |
|                                                                                | Mario Capanna             | Democrazia Proletaria                   | 3 692   | 3,32  |  |  |  |  |  |
|                                                                                | P. Romano                 | Partito Socialista Democratico Italiano | 1 722   | 1,55  |  |  |  |  |  |
|                                                                                | U. Zai                    | Liga Veneta                             | 1 082   | 0,97  |  |  |  |  |  |
|                                                                                | A. A. Poli                | Lega Lombarda                           | 751     | 0,68  |  |  |  |  |  |
|                                                                                | G. Valli                  | Alleanza Popolare Pensionati            | 156     | 0,14  |  |  |  |  |  |
| Totale                                                                         | Totale                    | Totale                                  | 111 152 | 100   |  |  |  |  |  |
|                                                                                |                           |                                         |         |       |  |  |  |  |  |
| Voti non validi                                                                | Voti non validi           | Voti non validi                         | 4 179   | 3,62  |  |  |  |  |  |
| Votanti                                                                        | Votanti                   | Votanti                                 | 115 331 | 87,65 |  |  |  |  |  |
| Elettori                                                                       | Elettori                  | Elettori                                | 131 587 |       |  |  |  |  |  |
|                                                                                |                           |                                         |         |       |  |  |  |  |  |
| Nota: quorum del 65% non raggiunto; ripartizione dei seggi a livello regionale |                           |                                         |         |       |  |  |  |  |  |
| Data: 14 giugno 1987                                                           |                           |                                         |         |       |  |  |  |  |  |
| Fonte: Ministero dell'interno                                                  |                           |                                         |         |       |  |  |  |  |  |

### XI legislatura
|                                                                                | Gianfranco Miglio           | Lega Lombarda                           | 20 242  | 19,26 |  |  |  |  |  |
|                                                                                | Roberto Confalonieri        | Democrazia Cristiana                    | 18 276  | 17,39 |  |  |  |  |  |
|                                                                                | Laura Conti                 | Partito Democratico della Sinistra      | 13 501  | 12,85 |  |  |  |  |  |
|                                                                                | Antonio Maccanico           | Partito Repubblicano Italiano           | 12 769  | 12,15 |  |  |  |  |  |
|                                                                                | Marcello Giovannini         | Partito Socialista Italiano             | 9 809   | 9,33  |  |  |  |  |  |
|                                                                                | Antonio Baslini             | Partito Liberale Italiano               | 6 733   | 6,41  |  |  |  |  |  |
|                                                                                | Alfredo Mantica             | Movimento Sociale Italiano              | 5 556   | 5,29  |  |  |  |  |  |
|                                                                                | Rolando Mastrodonato        | Partito della Rifondazione Comunista    | 4 653   | 4,43  |  |  |  |  |  |
|                                                                                | Lucio Francesco Boncompagni | Federazione dei Verdi                   | 3 682   | 3,50  |  |  |  |  |  |
|                                                                                | Roberto Cicciomessere       | Lista Marco Pannella                    | 2 335   | 2,22  |  |  |  |  |  |
|                                                                                | Peppino Calderisi           | Sì Referendum                           | 1 512   | 1,44  |  |  |  |  |  |
|                                                                                | Giuseppina Cardazzi         | Lega Alpina Lumbarda                    | 1 177   | 1,12  |  |  |  |  |  |
|                                                                                | Piergiorgio Sirori          | La Lega Casalinghe-Pensionati           | 972     | 0,92  |  |  |  |  |  |
|                                                                                | Francesco Guarnera          | Partito Socialista Democratico Italiano | 897     | 0,85  |  |  |  |  |  |
|                                                                                | Cesare Passoni              | Lega Lombardia Europea                  | 566     | 0,54  |  |  |  |  |  |
|                                                                                | Cesare Macchi               | Alleanza Lombarda Autonomia             | 332     | 0,32  |  |  |  |  |  |
|                                                                                | Ildo Quaranta               | Federalismo - Pensionati Uomini Vivi    | 221     | 0,21  |  |  |  |  |  |
|                                                                                | Orazio Delfini              | Caccia Pesca Ambiente                   | 198     | 0,19  |  |  |  |  |  |
|                                                                                | Giorgio Pisanò              | Movimento Fascismo e Libertà            | 175     | 0,17  |  |  |  |  |  |
| Totale                                                                         | Totale                      | Totale                                  | 105 104 | 100   |  |  |  |  |  |
|                                                                                |                             |                                         |         |       |  |  |  |  |  |
| Voti non validi                                                                | Voti non validi             | Voti non validi                         | 3 157   | 2,92  |  |  |  |  |  |
| Votanti                                                                        | Votanti                     | Votanti                                 | 108 261 | 86,48 |  |  |  |  |  |
| Elettori                                                                       | Elettori                    | Elettori                                | 125 185 |       |  |  |  |  |  |
|                                                                                |                             |                                         |         |       |  |  |  |  |  |
| Nota: quorum del 65% non raggiunto; ripartizione dei seggi a livello regionale |                             |                                         |         |       |  |  |  |  |  |
| Data: 5 aprile 1992                                                            |                             |                                         |         |       |  |  |  |  |  |
| Fonte: Ministero dell'interno                                                  |                             |                                         |         |       |  |  |  |  |  |